# Wallern an der Trattnach
Wallern an der Trattnach è un comune austriaco di 2 963 abitanti nel distretto di Grieskirchen, in Alta Austria; ha lo status di comune mercato (Marktgemeinde).